# فرودگاه کراس لیک
فرودگاه کراس لیک (به انگلیسی: Cross Lake (Charlie Sinclair Memorial) Airport) یک فرودگاه همگانی باربری با کد یاتا YCR است که یک باند فرود صخره‌ای دارد و طول باند آن ۱۲۱۶ متر است. این فرودگاه در کشور کانادا قرار دارد و در ارتفاع ۲۱۵ متری از سطح دریا واقع شده‌است.

## شرکت‌های هواپیمایی و مقصدهای پروازی
| شرکت‌های هواپیمایی  | مقصدهای پروازی                             |
| ------------------ | ------------------------------------------ |
| Perimeter Aviation | نروژ هاوس، وینیپگ جیمز آرمسترانگ ریچاردسون |